# Адіабатичний інваріант
Адіабатичний інваріант — величина, що не міняється при плавній «адіабатичній» зміні параметра фізичної системи.
Адіабатичність зміни параметра означає те, що характерний час цієї зміни набагато більший за характерний час процесів, які відбуваються в самій системі.

## Класична механіка
У класичній механічній системі, яка здійснює періодичний рух з періодом T і залежить від параметра {\displaystyle \lambda \,}, адіабатичність зміни параметра визначається умовою
{\displaystyle T{\frac {d\lambda }{dt}}<<\lambda }.
Функція гамільтона системи залежить від її внутрішніх змінних та параметра
{\displaystyle {\mathcal {H}}={\mathcal {H}}(q,p,t)}
Внутрішні змінні q і p міняються з часом швидко, з періодом T. Але енергія системи E є інтергралом руху при незмінному параметрі. При зміні параметра
{\displaystyle {\frac {dE}{dt}}={\frac {\partial {\mathcal {H}}}{\partial \lambda }}{\frac {d\lambda }{dt}}}.
При усередненні цього виразу по часу впродовж періоду можна вважати, що параметр {\displaystyle \lambda \,} незмінний.
{\displaystyle {\overline {\frac {dE}{dt}}}={\frac {d\lambda }{dt}}{\overline {\frac {\partial {\mathcal {H}}}{\partial \lambda }}}},
де усереднення визначене як
{\displaystyle {\overline {\frac {\partial {\mathcal {H}}}{\partial \lambda }}}={\frac {1}{T}}\int \limits _{0}^{T}{\frac {\partial {\mathcal {H}}}{\partial \lambda }}dt}.
Зручно перейти від інтегрування по часу до інтегрування по змінній q:
{\displaystyle dt={\frac {dq}{\partial {\mathcal {H}}/\partial p}}}.
У такому випадку, період T дорівнює
{\displaystyle T=\oint {\frac {dq}{\partial {\mathcal {H}}/\partial p}}},
де інтегрування проводиться вперед і назад у межах зміни координати за період руху.
Записуючи імпульс, як функцію енергії E, координати q і параметра {\displaystyle \lambda \,}, після деяких перетворень можна отримати
{\displaystyle \oint \left({\frac {\partial p}{\partial E}}{\overline {\frac {\partial E}{\partial t}}}+{\frac {\partial p}{\partial \lambda }}{\frac {d\lambda }{dt}}\right)dq=0}.
Остаточно, можна записати
{\displaystyle {\overline {\frac {dI}{dt}}}=0},
де величина
{\displaystyle I={\frac {1}{2\pi }}\oint pdq},
і буде адіабатичним інваріантом. Інтеграл береться по траєкторії руху при заданих E та {\displaystyle \lambda \,}

### Властивості адіабатичного інваріанту
Похідна від адіабатичного інваріанту по енергії дорівнює періоду, розділеному на {\displaystyle 2\pi }.
{\displaystyle 2\pi {\frac {\partial I}{dE}}=T}
або
{\displaystyle {\frac {\partial E}{\partial I}}=\omega },
де {\displaystyle \omega \,} — циклічна частота.
Адіабатичний інваріант можна, також виразити через площу, визначеному замкнутою траєкторією, в фазовому просторі
{\displaystyle I={\frac {1}{2\pi }}\int dpdq}.
За допомогою канонічних перетворень можна зробити адіабатичний інваріант новою змінною, яка називається змінною дії. В новій системі змінних вона відіграє роль імпульсу. Канонічно спряжена до неї змінна називається кутовою змінною.